# ليندا بورتر
ليندا بورتر (بالإنجليزية: Linda Porter)‏ هي كاتِبة ومؤرخة أمريكية، ولدت في 1947 في إكزتر في المملكة المتحدة.